# اللهيب (مسلسل)
اللهيب (بالتركية: Alev Alev)‏ مسلسل تركي درامي وأكشن من إنتاج شركة show tv ومن إخراج أحمد كاتيكسيز وتأليف بورجو غورغون توبتاش. مستوحى من المسلسل التلفزيوني الفرنسي نار القدر (بالفرنسية: Le Bazar de la Charité)‏. يعرض على قناة شو تي في.

## القصة
يحكي المسلسل قصة ثلاث نساء، تتغير حياتهن بعد حريق يندلع خلال حفل خيري، وهن «جميري» المتزوجة من «شلبي» رئيس البلدية السابق، وتتعرض للتعنيف والظلم ويدّعي زوجها أنها مريضة نفسية، وأنها حاولت الانتحار، ويستخدم نفوذه لمنع المحامين من تولي قضية الطلاق التي تريد أن ترفعها ضده، ويهددها بأخذ طفلتها خارج البلاد حتى تصمت عن حقها.

## الاقتباس
المسلسل مقتبس من المسلسل الفرنسي «من بعد الحريق» La base de la Charite،  الذي تدور أحداثه في 1897 وعرض على شبكة نتفليكس، ولكن عُدّلت النسخة التركية  لتكون الأحداث في العصر الحالي.

## طاقم العمل
| الدور               | الممثل             | الحلقة |
| ------------------- | ------------------ | ------ |
| جيمري كايابيلي      | دمت أفجار          | 1-28   |
| تشيشك جورجولو       | هازار إيرجوتشلو    | 1-28   |
| رويا يلدريملار      | ديلان تشيتشك دنيز  | 1-28   |
| عمر أتايجي          | جيهانغير جيهان     | 1-28   |
| أوزان أكينسال       | بركاي أتيش         | 1-28   |
| شلبي كايابيلي       | جم بندر            | 1-28   |
| إسكندر كايابيلي     | بركار جوفان        | 1-28   |
| تومريس أوستون أوغلو | زحل أولجاي         | 1-28   |
| كوركوت توبراك أوغلو | يغيت سرتدمير       | 1-28   |
| سهر أكينسال         | ملتم كسكين         | 1-28   |
| جونيش               | كايرا أورتا        | 1-28   |
| تانر جوفانباغ       | فاتح جتينباش       | 1-28   |
| أطلس                | كان شنر            | 1-28   |
| عدنان               | سكفان سيرينكايا    | 1-28   |
| هانم                | فيدا يورتسفار      | 8-28   |
| حكمت                | بولنت دوزجون أوغلو | 13-28  |
| آرزو                | جوكشن أتيش         | 14-28  |
| عصمت                | بديعة أنار         | 15-28  |
| زينو                | صحراء شاش          | 18-28  |
| سركان               | بورا جنكيز         | 18-28  |

### المنتهية أدوارهم
| الدور          | المممثل             | الحلقة |
| -------------- | ------------------- | ------ |
| شمال           | أيبيكه توران        | 1      |
| كنان يلدريملار | طيفون أراصلان       | 1-13   |
| علي باش سايغن  | توبراك جان أديغوزال | 1-19   |
| بولنت          | جم سورغيت           | 1-21   |

## موعد العرض
| الموسم | يوم العرض والوقت | بداية الموسم  | نهاية الموسم | عدد الحلقات | أول وآخر حلقة | السنة     | القناة   |
| ------ | ---------------- | ------------- | ------------ | ----------- | ------------- | --------- | -------- |
| 1      | الخميس 20.00     | 5 نوفمبر 2020 | 27 مايو 2021 | 28          | 1-28          | 2020-2021 | شو تي في |

## وصلات خارجية
- المسلسل على الموقع الرسمي لقناة شو تي في Alev Alev
- alevalevtvdizi على تويتر.